# Giải vô địch cờ vua thế giới 2016
Giải vô địch cờ vua thế giới 2016 là trận đấu cờ vua giữa nhà đương kim vô địch thế giới Magnus Carlsen và người thách đấu Serge Karjakin để xác định nhà vô địch cờ vua thế giới. Carlsen đã vô địch thế giới từ năm 2013, trong khi Karjakin đủ điều kiện là người thách đấu bằng cách chiến thắng Giải đấu Ứng viên 2016. Trận đấu gồm 12 trận do FIDE và đối tác thương mại Agon tổ chức đã được tổ chức tại thành phố New York trong khoảng thời gian từ 10 đến 30 tháng 11 năm 2016.

Trận đấu mở màn với bảy trận hòa liên tiếp trước khi Karjakin giành chiến thắng ở ván thứ tám. Carlsen cân bằng điểm số sau khi thắng ván thứ mười. Tất cả các ván đấu còn lại đều hòa, khép lại trận đấu với tỷ số 6-6, do đó phải quyết định trận đấu bằng các ván cờ nhanh. Sau hai trận hòa cờ nhanh, Carlsen đã thắng hai trận còn lại để giành chiến thắng và giữ lại danh hiệu vô địch.
|   | a | b | c | d | e | f | g | h |   |
| 8 | c8 white rook · e7 black bishop · f7 black pawn · g7 black pawn · h7 black king · b6 black pawn · d6 black pawn · h6 white queen · f5 white rook · h5 white pawn · e4 white pawn · f3 white pawn · a2 black rook · f2 black queen · h2 white pawn · h1 white king | c8 white rook · e7 black bishop · f7 black pawn · g7 black pawn · h7 black king · b6 black pawn · d6 black pawn · h6 white queen · f5 white rook · h5 white pawn · e4 white pawn · f3 white pawn · a2 black rook · f2 black queen · h2 white pawn · h1 white king | c8 white rook · e7 black bishop · f7 black pawn · g7 black pawn · h7 black king · b6 black pawn · d6 black pawn · h6 white queen · f5 white rook · h5 white pawn · e4 white pawn · f3 white pawn · a2 black rook · f2 black queen · h2 white pawn · h1 white king | c8 white rook · e7 black bishop · f7 black pawn · g7 black pawn · h7 black king · b6 black pawn · d6 black pawn · h6 white queen · f5 white rook · h5 white pawn · e4 white pawn · f3 white pawn · a2 black rook · f2 black queen · h2 white pawn · h1 white king | c8 white rook · e7 black bishop · f7 black pawn · g7 black pawn · h7 black king · b6 black pawn · d6 black pawn · h6 white queen · f5 white rook · h5 white pawn · e4 white pawn · f3 white pawn · a2 black rook · f2 black queen · h2 white pawn · h1 white king | c8 white rook · e7 black bishop · f7 black pawn · g7 black pawn · h7 black king · b6 black pawn · d6 black pawn · h6 white queen · f5 white rook · h5 white pawn · e4 white pawn · f3 white pawn · a2 black rook · f2 black queen · h2 white pawn · h1 white king | c8 white rook · e7 black bishop · f7 black pawn · g7 black pawn · h7 black king · b6 black pawn · d6 black pawn · h6 white queen · f5 white rook · h5 white pawn · e4 white pawn · f3 white pawn · a2 black rook · f2 black queen · h2 white pawn · h1 white king | c8 white rook · e7 black bishop · f7 black pawn · g7 black pawn · h7 black king · b6 black pawn · d6 black pawn · h6 white queen · f5 white rook · h5 white pawn · e4 white pawn · f3 white pawn · a2 black rook · f2 black queen · h2 white pawn · h1 white king | 8 |
| 7 | c8 white rook · e7 black bishop · f7 black pawn · g7 black pawn · h7 black king · b6 black pawn · d6 black pawn · h6 white queen · f5 white rook · h5 white pawn · e4 white pawn · f3 white pawn · a2 black rook · f2 black queen · h2 white pawn · h1 white king | c8 white rook · e7 black bishop · f7 black pawn · g7 black pawn · h7 black king · b6 black pawn · d6 black pawn · h6 white queen · f5 white rook · h5 white pawn · e4 white pawn · f3 white pawn · a2 black rook · f2 black queen · h2 white pawn · h1 white king | c8 white rook · e7 black bishop · f7 black pawn · g7 black pawn · h7 black king · b6 black pawn · d6 black pawn · h6 white queen · f5 white rook · h5 white pawn · e4 white pawn · f3 white pawn · a2 black rook · f2 black queen · h2 white pawn · h1 white king | c8 white rook · e7 black bishop · f7 black pawn · g7 black pawn · h7 black king · b6 black pawn · d6 black pawn · h6 white queen · f5 white rook · h5 white pawn · e4 white pawn · f3 white pawn · a2 black rook · f2 black queen · h2 white pawn · h1 white king | c8 white rook · e7 black bishop · f7 black pawn · g7 black pawn · h7 black king · b6 black pawn · d6 black pawn · h6 white queen · f5 white rook · h5 white pawn · e4 white pawn · f3 white pawn · a2 black rook · f2 black queen · h2 white pawn · h1 white king | c8 white rook · e7 black bishop · f7 black pawn · g7 black pawn · h7 black king · b6 black pawn · d6 black pawn · h6 white queen · f5 white rook · h5 white pawn · e4 white pawn · f3 white pawn · a2 black rook · f2 black queen · h2 white pawn · h1 white king | c8 white rook · e7 black bishop · f7 black pawn · g7 black pawn · h7 black king · b6 black pawn · d6 black pawn · h6 white queen · f5 white rook · h5 white pawn · e4 white pawn · f3 white pawn · a2 black rook · f2 black queen · h2 white pawn · h1 white king | c8 white rook · e7 black bishop · f7 black pawn · g7 black pawn · h7 black king · b6 black pawn · d6 black pawn · h6 white queen · f5 white rook · h5 white pawn · e4 white pawn · f3 white pawn · a2 black rook · f2 black queen · h2 white pawn · h1 white king | 7 |
| 6 | c8 white rook · e7 black bishop · f7 black pawn · g7 black pawn · h7 black king · b6 black pawn · d6 black pawn · h6 white queen · f5 white rook · h5 white pawn · e4 white pawn · f3 white pawn · a2 black rook · f2 black queen · h2 white pawn · h1 white king | c8 white rook · e7 black bishop · f7 black pawn · g7 black pawn · h7 black king · b6 black pawn · d6 black pawn · h6 white queen · f5 white rook · h5 white pawn · e4 white pawn · f3 white pawn · a2 black rook · f2 black queen · h2 white pawn · h1 white king | c8 white rook · e7 black bishop · f7 black pawn · g7 black pawn · h7 black king · b6 black pawn · d6 black pawn · h6 white queen · f5 white rook · h5 white pawn · e4 white pawn · f3 white pawn · a2 black rook · f2 black queen · h2 white pawn · h1 white king | c8 white rook · e7 black bishop · f7 black pawn · g7 black pawn · h7 black king · b6 black pawn · d6 black pawn · h6 white queen · f5 white rook · h5 white pawn · e4 white pawn · f3 white pawn · a2 black rook · f2 black queen · h2 white pawn · h1 white king | c8 white rook · e7 black bishop · f7 black pawn · g7 black pawn · h7 black king · b6 black pawn · d6 black pawn · h6 white queen · f5 white rook · h5 white pawn · e4 white pawn · f3 white pawn · a2 black rook · f2 black queen · h2 white pawn · h1 white king | c8 white rook · e7 black bishop · f7 black pawn · g7 black pawn · h7 black king · b6 black pawn · d6 black pawn · h6 white queen · f5 white rook · h5 white pawn · e4 white pawn · f3 white pawn · a2 black rook · f2 black queen · h2 white pawn · h1 white king | c8 white rook · e7 black bishop · f7 black pawn · g7 black pawn · h7 black king · b6 black pawn · d6 black pawn · h6 white queen · f5 white rook · h5 white pawn · e4 white pawn · f3 white pawn · a2 black rook · f2 black queen · h2 white pawn · h1 white king | c8 white rook · e7 black bishop · f7 black pawn · g7 black pawn · h7 black king · b6 black pawn · d6 black pawn · h6 white queen · f5 white rook · h5 white pawn · e4 white pawn · f3 white pawn · a2 black rook · f2 black queen · h2 white pawn · h1 white king | 6 |
| 5 | c8 white rook · e7 black bishop · f7 black pawn · g7 black pawn · h7 black king · b6 black pawn · d6 black pawn · h6 white queen · f5 white rook · h5 white pawn · e4 white pawn · f3 white pawn · a2 black rook · f2 black queen · h2 white pawn · h1 white king | c8 white rook · e7 black bishop · f7 black pawn · g7 black pawn · h7 black king · b6 black pawn · d6 black pawn · h6 white queen · f5 white rook · h5 white pawn · e4 white pawn · f3 white pawn · a2 black rook · f2 black queen · h2 white pawn · h1 white king | c8 white rook · e7 black bishop · f7 black pawn · g7 black pawn · h7 black king · b6 black pawn · d6 black pawn · h6 white queen · f5 white rook · h5 white pawn · e4 white pawn · f3 white pawn · a2 black rook · f2 black queen · h2 white pawn · h1 white king | c8 white rook · e7 black bishop · f7 black pawn · g7 black pawn · h7 black king · b6 black pawn · d6 black pawn · h6 white queen · f5 white rook · h5 white pawn · e4 white pawn · f3 white pawn · a2 black rook · f2 black queen · h2 white pawn · h1 white king | c8 white rook · e7 black bishop · f7 black pawn · g7 black pawn · h7 black king · b6 black pawn · d6 black pawn · h6 white queen · f5 white rook · h5 white pawn · e4 white pawn · f3 white pawn · a2 black rook · f2 black queen · h2 white pawn · h1 white king | c8 white rook · e7 black bishop · f7 black pawn · g7 black pawn · h7 black king · b6 black pawn · d6 black pawn · h6 white queen · f5 white rook · h5 white pawn · e4 white pawn · f3 white pawn · a2 black rook · f2 black queen · h2 white pawn · h1 white king | c8 white rook · e7 black bishop · f7 black pawn · g7 black pawn · h7 black king · b6 black pawn · d6 black pawn · h6 white queen · f5 white rook · h5 white pawn · e4 white pawn · f3 white pawn · a2 black rook · f2 black queen · h2 white pawn · h1 white king | c8 white rook · e7 black bishop · f7 black pawn · g7 black pawn · h7 black king · b6 black pawn · d6 black pawn · h6 white queen · f5 white rook · h5 white pawn · e4 white pawn · f3 white pawn · a2 black rook · f2 black queen · h2 white pawn · h1 white king | 5 |
| 4 | c8 white rook · e7 black bishop · f7 black pawn · g7 black pawn · h7 black king · b6 black pawn · d6 black pawn · h6 white queen · f5 white rook · h5 white pawn · e4 white pawn · f3 white pawn · a2 black rook · f2 black queen · h2 white pawn · h1 white king | c8 white rook · e7 black bishop · f7 black pawn · g7 black pawn · h7 black king · b6 black pawn · d6 black pawn · h6 white queen · f5 white rook · h5 white pawn · e4 white pawn · f3 white pawn · a2 black rook · f2 black queen · h2 white pawn · h1 white king | c8 white rook · e7 black bishop · f7 black pawn · g7 black pawn · h7 black king · b6 black pawn · d6 black pawn · h6 white queen · f5 white rook · h5 white pawn · e4 white pawn · f3 white pawn · a2 black rook · f2 black queen · h2 white pawn · h1 white king | c8 white rook · e7 black bishop · f7 black pawn · g7 black pawn · h7 black king · b6 black pawn · d6 black pawn · h6 white queen · f5 white rook · h5 white pawn · e4 white pawn · f3 white pawn · a2 black rook · f2 black queen · h2 white pawn · h1 white king | c8 white rook · e7 black bishop · f7 black pawn · g7 black pawn · h7 black king · b6 black pawn · d6 black pawn · h6 white queen · f5 white rook · h5 white pawn · e4 white pawn · f3 white pawn · a2 black rook · f2 black queen · h2 white pawn · h1 white king | c8 white rook · e7 black bishop · f7 black pawn · g7 black pawn · h7 black king · b6 black pawn · d6 black pawn · h6 white queen · f5 white rook · h5 white pawn · e4 white pawn · f3 white pawn · a2 black rook · f2 black queen · h2 white pawn · h1 white king | c8 white rook · e7 black bishop · f7 black pawn · g7 black pawn · h7 black king · b6 black pawn · d6 black pawn · h6 white queen · f5 white rook · h5 white pawn · e4 white pawn · f3 white pawn · a2 black rook · f2 black queen · h2 white pawn · h1 white king | c8 white rook · e7 black bishop · f7 black pawn · g7 black pawn · h7 black king · b6 black pawn · d6 black pawn · h6 white queen · f5 white rook · h5 white pawn · e4 white pawn · f3 white pawn · a2 black rook · f2 black queen · h2 white pawn · h1 white king | 4 |
| 3 | c8 white rook · e7 black bishop · f7 black pawn · g7 black pawn · h7 black king · b6 black pawn · d6 black pawn · h6 white queen · f5 white rook · h5 white pawn · e4 white pawn · f3 white pawn · a2 black rook · f2 black queen · h2 white pawn · h1 white king | c8 white rook · e7 black bishop · f7 black pawn · g7 black pawn · h7 black king · b6 black pawn · d6 black pawn · h6 white queen · f5 white rook · h5 white pawn · e4 white pawn · f3 white pawn · a2 black rook · f2 black queen · h2 white pawn · h1 white king | c8 white rook · e7 black bishop · f7 black pawn · g7 black pawn · h7 black king · b6 black pawn · d6 black pawn · h6 white queen · f5 white rook · h5 white pawn · e4 white pawn · f3 white pawn · a2 black rook · f2 black queen · h2 white pawn · h1 white king | c8 white rook · e7 black bishop · f7 black pawn · g7 black pawn · h7 black king · b6 black pawn · d6 black pawn · h6 white queen · f5 white rook · h5 white pawn · e4 white pawn · f3 white pawn · a2 black rook · f2 black queen · h2 white pawn · h1 white king | c8 white rook · e7 black bishop · f7 black pawn · g7 black pawn · h7 black king · b6 black pawn · d6 black pawn · h6 white queen · f5 white rook · h5 white pawn · e4 white pawn · f3 white pawn · a2 black rook · f2 black queen · h2 white pawn · h1 white king | c8 white rook · e7 black bishop · f7 black pawn · g7 black pawn · h7 black king · b6 black pawn · d6 black pawn · h6 white queen · f5 white rook · h5 white pawn · e4 white pawn · f3 white pawn · a2 black rook · f2 black queen · h2 white pawn · h1 white king | c8 white rook · e7 black bishop · f7 black pawn · g7 black pawn · h7 black king · b6 black pawn · d6 black pawn · h6 white queen · f5 white rook · h5 white pawn · e4 white pawn · f3 white pawn · a2 black rook · f2 black queen · h2 white pawn · h1 white king | c8 white rook · e7 black bishop · f7 black pawn · g7 black pawn · h7 black king · b6 black pawn · d6 black pawn · h6 white queen · f5 white rook · h5 white pawn · e4 white pawn · f3 white pawn · a2 black rook · f2 black queen · h2 white pawn · h1 white king | 3 |
| 2 | c8 white rook · e7 black bishop · f7 black pawn · g7 black pawn · h7 black king · b6 black pawn · d6 black pawn · h6 white queen · f5 white rook · h5 white pawn · e4 white pawn · f3 white pawn · a2 black rook · f2 black queen · h2 white pawn · h1 white king | c8 white rook · e7 black bishop · f7 black pawn · g7 black pawn · h7 black king · b6 black pawn · d6 black pawn · h6 white queen · f5 white rook · h5 white pawn · e4 white pawn · f3 white pawn · a2 black rook · f2 black queen · h2 white pawn · h1 white king | c8 white rook · e7 black bishop · f7 black pawn · g7 black pawn · h7 black king · b6 black pawn · d6 black pawn · h6 white queen · f5 white rook · h5 white pawn · e4 white pawn · f3 white pawn · a2 black rook · f2 black queen · h2 white pawn · h1 white king | c8 white rook · e7 black bishop · f7 black pawn · g7 black pawn · h7 black king · b6 black pawn · d6 black pawn · h6 white queen · f5 white rook · h5 white pawn · e4 white pawn · f3 white pawn · a2 black rook · f2 black queen · h2 white pawn · h1 white king | c8 white rook · e7 black bishop · f7 black pawn · g7 black pawn · h7 black king · b6 black pawn · d6 black pawn · h6 white queen · f5 white rook · h5 white pawn · e4 white pawn · f3 white pawn · a2 black rook · f2 black queen · h2 white pawn · h1 white king | c8 white rook · e7 black bishop · f7 black pawn · g7 black pawn · h7 black king · b6 black pawn · d6 black pawn · h6 white queen · f5 white rook · h5 white pawn · e4 white pawn · f3 white pawn · a2 black rook · f2 black queen · h2 white pawn · h1 white king | c8 white rook · e7 black bishop · f7 black pawn · g7 black pawn · h7 black king · b6 black pawn · d6 black pawn · h6 white queen · f5 white rook · h5 white pawn · e4 white pawn · f3 white pawn · a2 black rook · f2 black queen · h2 white pawn · h1 white king | c8 white rook · e7 black bishop · f7 black pawn · g7 black pawn · h7 black king · b6 black pawn · d6 black pawn · h6 white queen · f5 white rook · h5 white pawn · e4 white pawn · f3 white pawn · a2 black rook · f2 black queen · h2 white pawn · h1 white king | 2 |
| 1 | c8 white rook · e7 black bishop · f7 black pawn · g7 black pawn · h7 black king · b6 black pawn · d6 black pawn · h6 white queen · f5 white rook · h5 white pawn · e4 white pawn · f3 white pawn · a2 black rook · f2 black queen · h2 white pawn · h1 white king | c8 white rook · e7 black bishop · f7 black pawn · g7 black pawn · h7 black king · b6 black pawn · d6 black pawn · h6 white queen · f5 white rook · h5 white pawn · e4 white pawn · f3 white pawn · a2 black rook · f2 black queen · h2 white pawn · h1 white king | c8 white rook · e7 black bishop · f7 black pawn · g7 black pawn · h7 black king · b6 black pawn · d6 black pawn · h6 white queen · f5 white rook · h5 white pawn · e4 white pawn · f3 white pawn · a2 black rook · f2 black queen · h2 white pawn · h1 white king | c8 white rook · e7 black bishop · f7 black pawn · g7 black pawn · h7 black king · b6 black pawn · d6 black pawn · h6 white queen · f5 white rook · h5 white pawn · e4 white pawn · f3 white pawn · a2 black rook · f2 black queen · h2 white pawn · h1 white king | c8 white rook · e7 black bishop · f7 black pawn · g7 black pawn · h7 black king · b6 black pawn · d6 black pawn · h6 white queen · f5 white rook · h5 white pawn · e4 white pawn · f3 white pawn · a2 black rook · f2 black queen · h2 white pawn · h1 white king | c8 white rook · e7 black bishop · f7 black pawn · g7 black pawn · h7 black king · b6 black pawn · d6 black pawn · h6 white queen · f5 white rook · h5 white pawn · e4 white pawn · f3 white pawn · a2 black rook · f2 black queen · h2 white pawn · h1 white king | c8 white rook · e7 black bishop · f7 black pawn · g7 black pawn · h7 black king · b6 black pawn · d6 black pawn · h6 white queen · f5 white rook · h5 white pawn · e4 white pawn · f3 white pawn · a2 black rook · f2 black queen · h2 white pawn · h1 white king | c8 white rook · e7 black bishop · f7 black pawn · g7 black pawn · h7 black king · b6 black pawn · d6 black pawn · h6 white queen · f5 white rook · h5 white pawn · e4 white pawn · f3 white pawn · a2 black rook · f2 black queen · h2 white pawn · h1 white king | 1 |
|   | a | b | c | d | e | f | g | h |   |